# Two-Mix
Two-Mix ist ein in Japan bekanntes J-Pop-Duo, bestehend aus Minami Takayama (jap. 高山 みなみ) und Shiina Nagano (jap. 永野 椎菜).

## Werdegang
Der erste Hit von Two-Mix war Just Communication, der Titelsong zu der Animeserie Gundam Wing, der am 29. April 1995 in Japan als Single erschien. Bis zum Jahresende 1998 folgten in Zusammenarbeit mit King Records 12 Singles und 9 Alben. Am 26. Dezember 1998 erschien die Single Truth – A Great Detective of Love aus Detektiv Conan bei Warner Music Japan, wo Two-Mix ab dem 1. Januar 1999 blieb, bis sie 2003 zu Little Station wechselten.
Der Name Two-Mix kommt nicht nur daher, dass die Gruppe aus zwei (two) Mitgliedern besteht. Two-Mix ist auch ein Fachausdruck aus der Musik, der verwendet wird, wenn mehrere Kanäle zu zweien (links und rechts) zusammengeführt werden. Bei Two-Mix ist es ähnlich: Die ganze Arbeit (komponieren, Texte schreiben, singen usw.) wird von zwei Leuten gemacht.
2008 startete Nagano unter dem Namen ShiinaTactix ein Solo-Projekt mit den Gast-Sängerinnen Sanae Kobayashi, Yōko Hikasa und Mutsumi Tamura.
2009 kamen sie nochmal kurzzeitig zusammen und produzierten die Doppel-A-Single Lightning Evolution / I’m Yours, die im Eigenverlag beim Label ShiinaTactix-Music erschien: ab 28. Juli 2009 als Download und vom kurzzeitig vom 20. bis 24. August 2009 auch auf CD per Bestellung.
Am 1. Mai 2012 gaben beide bekannt ab November wieder gemeinsam als Two-Mix auftreten zu wollen.
Im Juli 2022 erschien das Tributealbum Crysta-Rhythm, auf dem verschiedene Two-Mix-Lieder von anderen japanischen Künstlern neu interpretiert werden.

## Mitglieder
Minami Takayama (bürgerlich Izumi Arai, jap. 新井 泉) wurde am 5. Mai 1964 in Tokio, Japan geboren. Außerhalb der Band ist sie eine bekannte Seiyū (Synchronsprecherin). Innerhalb des Duos übernimmt sie, zusätzlich zu Arrangement und Komposition, den Gesangspart. Am 5. Mai 2005 heiratete sie den Zeichner von Detektiv Conan, Gosho Aoyama, in dessen Anime sie die gleichnamige Hauptrolle spricht. Am 10. Dezember 2007 berichteten japanische Zeitungen, dass die beiden geschieden seien.
Shiina Nagano (bürgerlich Yoshiki Makino, jap. 牧野 良樹) wurde am 11. November 1964  in Kumamoto, Japan geboren. Seine Aufgaben im Duo sind, zusätzlich zu Arrangement und Komposition, das Keyboard und das Schreiben der Texte. Weiterhin ist Nagano der Leiter des Duos, wenn auch von vielen Fans Takayama in dieser Position gesehen wird.
Im Anime und Manga Detektiv Conan haben sowohl Minami als auch Shiina als Two-Mix einen Auftritt (Folge 84–85, Manga Band:15).

## Werke
Die erfolgreichsten Werke von Two-Mix sind:
- Just Communication (Album: BPM 132)
1. Titellied zur Anime-Serie Gundam Wing
- Rhythm Emotion (Album: BPM 143)
2. Titellied zur Anime-Serie Gundam Wing
- White Reflection (Album: Fantastix)
Titellied zum Anime-Film Gundam Wing – Endless Waltz
- Truth – A Great Detective of Love (Album: Rhythm Formula)
5. Titellied zur Anime-Serie Detektiv Conan
- Break (Album: Fantastix)

### Two-Mix in Deutschland
Bisher erschienen diese Lieder von Two-Mix offiziell in Deutschland auf CD:
- Justice aus Kindaichi Shonen auf Anime Nation 1, CD 2
- Love Suqall aus Lupin III auf Anime Nation 1, CD 2
- Just Communication aus Gundam Wing auf Anime Nation 2, CD 2
- Rhythm Emotion aus Gundam Wing auf Anime Nation 2, CD 2
- Truth – A Great Detective of Love aus Detektiv Conan auf Anime Nation 2, CD 2

Außerdem gibt es von einigen Two-Mix-Liedern auch eine deutsche Umsetzung, die teilweise neu eingespielt und auf Deutsch gesungen wurden:
- Truth – A Great Detective of Love das 5. Intro zu Detektiv Conan als Mit aller Kraft auf der CD Anime Hits 2
- Living Daylights und Break gibt es in der Detektiv-Conan-Episode Gefährliche Töne (Episode 84 & 85) zu hören, im Manga (Band 15: Kapitel 144) ist Break durch "White Reflection" ersetzt.
- Just Communication ist das Intro zu Gundam Wing - allerdings in einer Eigeninterpretation.
- Eine deutsche Übersetzung des Liedes Just Communication ist vom Opernsänger und Snycronsprecher Toru Tanabe auf dem Album Anime Classics (2006, Anime Records) erschienen.

Mit dem Film Gundam Wing – Endless Waltz (1997) erschien 2003 auch das Intro-Lied White Reflection.

## Diskografie

### Studioalben
| Jahr | Titel                          | Höchstplatzierung, Gesamtwochen, AuszeichnungChartsChartplatzierungen (Jahr, Titel, Platzierungen, Wochen, Auszeichnungen, Anmerkungen) | Anmerkungen                              |
| Jahr | Titel                          | JP | Anmerkungen                              |
| ---- | ------------------------------ | --- | ---------------------------------------- |
| 1995 | BPM 132                        | JP16 (13 Wo.)JP | Erstveröffentlichung: 23. August 1995    |
| 1996 | BPM 143                        | JP5 Gold · (16 Wo.)JP | Erstveröffentlichung: 24. Januar 1996    |
| 1996 | BPM 150Max                     | JP2 Gold · (11 Wo.)JP | Erstveröffentlichung: 21. November 1996  |
| 1997 | Fantastix                      | JP11 Gold · (8 Wo.)JP | Erstveröffentlichung: 22. Dezember 1997  |
| 1998 | Dream Tactix                   | JP6 (4 Wo.)JP | Erstveröffentlichung: 23. September 1998 |
| 1999 | Vision Formula                 | JP18 (2 Wo.)JP | Erstveröffentlichung: 22. September 1999 |
| 1999 | Rhythm Formula                 | JP18 (5 Wo.)JP | Erstveröffentlichung: 25. November 1999  |
| 2001 | 0G                             | JP24 (2 Wo.)JP | Erstveröffentlichung: 11. Oktober 2001   |
| 2005 | Delta One                      | — | Erstveröffentlichung: 27. Juli 2005      |
| 2006 | Delta Two -Universe-           | JP197 (1 Wo.)JP | Erstveröffentlichung: 21. Juni 2006      |
| 2011 | Two-Mix (パーフェクト・ベスト) | JP103 (2 Wo.)JP | Erstveröffentlichung: 8. Juni 2011       |

### EPs
| Jahr | Titel             | Höchstplatzierung, Gesamtwochen, AuszeichnungChartsChartplatzierungen (Jahr, Titel, Platzierungen, Wochen, Auszeichnungen, Anmerkungen) | Anmerkungen                        |
| Jahr | Titel             | JP | Anmerkungen                        |
| ---- | ----------------- | --- | ---------------------------------- |
| 1998 | Fantastix II Next | JP10 (6 Wo.)JP | Erstveröffentlichung: 4. März 1998 |

### Kompilationen
| Jahr | Titel                          | Höchstplatzierung, Gesamtwochen, AuszeichnungChartsChartplatzierungen (Jahr, Titel, Platzierungen, Wochen, Auszeichnungen, Anmerkungen) | Anmerkungen                             |
| Jahr | Titel                          | JP | Anmerkungen                             |
| ---- | ------------------------------ | --- | --------------------------------------- |
| 1997 | BPM "Best Files"               | JP6 Gold · (12 Wo.)JP | Erstveröffentlichung: 13. März 1997     |
| 1998 | Baroque Best                   | JP19 (4 Wo.)JP | Erstveröffentlichung: 26. November 1998 |
| 1998 | Super Best Files 1995–1998     | JP14 Gold · (9 Wo.)JP | Erstveröffentlichung: 21. Dezember 1998 |
| 1999 | Gundam Singles History Ⅲ       | JP47 (3 Wo.)JP | Erstveröffentlichung: 2. Juli 1999      |
| 2000 | Bpm Cube                       | JP16 (3 Wo.)JP | Erstveröffentlichung: 9. August 2000    |
| 2001 | 20010101                       | — | Erstveröffentlichung: 1. Januar 2001    |
| 2002 | 7th anniversary Best           | — | Erstveröffentlichung: 24. April 2002    |
| 2021 | 25th Anniversary All Time Best | JP6 (12 Wo.)JP | Erstveröffentlichung: 10. Februar 2021  |

### Remixalben
| Jahr | Titel                    | Höchstplatzierung, Gesamtwochen, AuszeichnungChartsChartplatzierungen (Jahr, Titel, Platzierungen, Wochen, Auszeichnungen, Anmerkungen) | Anmerkungen                             |
| Jahr | Titel                    | JP | Anmerkungen                             |
| ---- | ------------------------ | --- | --------------------------------------- |
| 1996 | Two-(Re)Mix              | JP15 (9 Wo.)JP | Erstveröffentlichung: 23. März 1996     |
| 1997 | BPM "Dance Unlimited"    | JP11 (7 Wo.)JP | Erstveröffentlichung: 26. März 1997     |
| 2001 | BPM "Dance Unlimited" II | — | Erstveröffentlichung: 21. November 2001 |

### Boxsets
| Jahr | Titel                                | Höchstplatzierung, Gesamtwochen, AuszeichnungChartsChartplatzierungen (Jahr, Titel, Platzierungen, Wochen, Auszeichnungen, Anmerkungen) | Anmerkungen                             |
| Jahr | Titel                                | JP | Anmerkungen                             |
| ---- | ------------------------------------ | --- | --------------------------------------- |
| 2002 | Two-Mix Collection Box: Categorhythm | — | Erstveröffentlichung: 20. November 2002 |

### Singles
| Jahr | Titel Album                                          | Höchstplatzierung, Gesamtwochen, AuszeichnungChartsChartplatzierungen (Jahr, Titel, Album, Platzierungen, Wochen, Auszeichnungen, Anmerkungen) | Anmerkungen                                                                                 |
| Jahr | Titel Album                                          | JP | Anmerkungen                                                                                 |
| ---- | ---------------------------------------------------- | --- | ------------------------------------------------------------------------------------------- |
| 1995 | Just Communication BPM 132                           | JP23 Gold · (17 Wo.)JP | Erstveröffentlichung: 29. April 1995 Verkäufe JP: + 264.000                                 |
| 1995 | Rhythm Emotion BPM 143                               | JP8 Gold · (21 Wo.)JP | Erstveröffentlichung: 22. November 1995 Verkäufe JP: + 353.000                              |
| 1996 | Try (Return to Yourself) BPM 143                     | JP17 (9 Wo.)JP | Erstveröffentlichung: 23. März 1996 Verkäufe JP: + 113.000                                  |
| 1996 | Love Revolution BPM 150 Max                          | JP9 (7 Wo.)JP | Erstveröffentlichung: 24. Juli 1996 Verkäufe JP: + 126.000                                  |
| 1996 | Rhythm Generation BPM 150 Max                        | JP9 (6 Wo.)JP | Erstveröffentlichung: 2. Oktober 1996 Verkäufe JP: + 98.000                                 |
| 1997 | White Reflection BPM Best Files                      | JP6 Gold · (7 Wo.)JP | Erstveröffentlichung: 15. Januar 1997 Verkäufe JP: + 156.000                                |
| 1997 | True Navigation Fantastix                            | JP7 Gold · (7 Wo.)JP | Erstveröffentlichung: 4. Juni 1997 Verkäufe JP: + 142.000                                   |
| 1997 | Summer Planet No. 1 Fantastix                        | JP8 (6 Wo.)JP | Erstveröffentlichung: 3. September 1997 Verkäufe JP: + 89.000                               |
| 1997 | Living Daylights Fantastix                           | JP16 (7 Wo.)JP | Erstveröffentlichung: 21. November 1997 Verkäufe JP: + 70.000                               |
| 1998 | Time Distortion Fantastix II Next                    | JP14 (4 Wo.)JP | Erstveröffentlichung: 21. Juni 1998 Verkäufe JP: + 50.000                                   |
| 1998 | Beat of Destiny Dream Tactix                         | JP17 (3 Wo.)JP | Erstveröffentlichung: 8. Mai 1998 Verkäufe JP: + 45.000                                     |
| 1998 | Last Impression Dream Tactix                         | JP8 (7 Wo.)JP | Erstveröffentlichung: 23. Juli 1998 Verkäufe JP: + 107.000                                  |
| 1998 | Truth (A Great Detective of Love) Rhythm Formula     | JP3 Gold · (13 Wo.)JP | Erstveröffentlichung: 26. November 1998 Verkäufe JP: + 228.710                              |
| 1999 | Body Makes Stream Rhythm Formula                     | JP17 (3 Wo.)JP | Erstveröffentlichung: 12. Mai 1999 Verkäufe JP: + 45.000                                    |
| 1999 | Maximum Wave Rhythm Formula                          | JP20 (3 Wo.)JP | Erstveröffentlichung: 25. August 1999 Verkäufe JP: + 36.000                                 |
| 1999 | Side Formula (Love Formula / Last Tears) –           | JP14 (3 Wo.)JP | Erstveröffentlichung: 27. Oktober 1999 Verkäufe JP: + 35.000                                |
| 2000 | Naked Dance BPM Cube                                 | JP28 (3 Wo.)JP | Erstveröffentlichung: 8. März 2000 Verkäufe JP: + 16.000                                    |
| 2001 | Gravity Zero 0G                                      | JP37 (2 Wo.)JP | Erstveröffentlichung: 29. August 2001                                                       |
| 2003 | Before the Ignition –                                | — | Erstveröffentlichung: 3. Mai 2003                                                           |
| 2007 | Toki wo Koete (時空を超えて) Beyond Time and Space – | JP39 (4 Wo.)JP | Erstveröffentlichung: 4. Juli 2007 erstes Opening (Intro) für Engage Planet Kiss Dum        |
| 2007 | A Runnar at Daybreak –                               | JP133 (3 Wo.)JP | Erstveröffentlichung: 14. September 2007 zweites Opening (Intro) für Engage Planet Kiss Dum |

### Videoalben
| Jahr | Titel                      | Höchstplatzierung, Gesamtwochen, AuszeichnungChartsChartplatzierungen (Jahr, Titel, Platzierungen, Wochen, Auszeichnungen, Anmerkungen) | Anmerkungen                          |
| Jahr | Titel                      | JP | Anmerkungen                          |
| ---- | -------------------------- | --- | ------------------------------------ |
| 2000 | Vision Formula             | — | Erstveröffentlichung: 23. März 2000  |
| 2001 | White Reflection The Movie | — | Erstveröffentlichung: 8. August 2001 |

## Auszeichnungen
- 10. Japan Gold Disc Award